# Johannes Mans

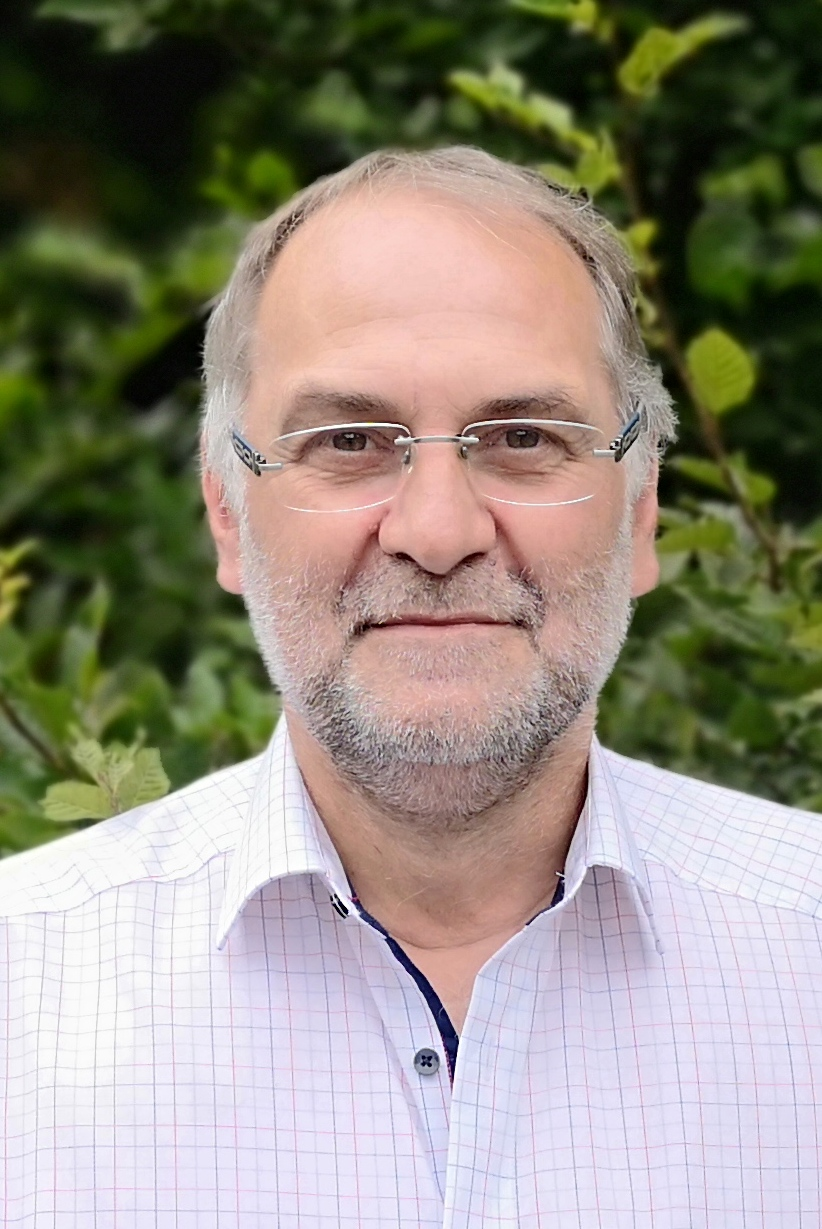
Johannes Mans (2018)

Johannes Mans (* 18. Mai 1958 in Bitburg) ist ein kommunaler Wahlbeamter (Parteilos) und seit 2015 hauptamtlicher Bürgermeister der Stadt Radevormwald im Oberbergischen Kreis in Nordrhein-Westfalen.
Mans wuchs im rheinland-pfälzischen Bettingen auf. Nach der Schulausbildung studierte er von 1981 bis 1985 an der Sozialpädagogischen Hochschule in Saarbrücken. Das Studium schloss er als Diplom-Sozialarbeiterpädagoge ab. Danach war er beim Caritasverband für die Region Trier tätig.
Von 1991 bis 1993 übernahm Mans die Leitung einer Jugendhilfeeinrichtung in Baden-Württemberg und wurde Vorstand der Stiftung und ihr pädagogischer Direktor. Aus familiären Gründen zog er zurück in die Eifel und wurde dort Leiter einer Pflegeeinrichtung. 1998 wurde Mans in den Vorstand des Schwesternverbandes, eines frei gemeinnützigen Sozialunternehmens berufen. Dort arbeitete er 13 Jahre lang. Zusätzlich bildete er sich zum Qualitätsprüfer für Dienstleistungsunternehmen weiter.
Bei der Bundestagswahl 2013 erreichte Mans im Wahlkreis 203 (Bitburg), damals noch Mitglied der Freien Wähler, nur 2,4 % der Erststimmen und 1,6 % der Zweitstimmen.
Bei der Kommunalwahl am 13. September 2015 siegte er mit 52,69 % der abgegebenen Stimmen in Radevormwald. Mans hatte sich auf eine Anzeige der Alternativen Liste beworben. Am 27. September 2020 wurde er für eine weitere Amtszeit als Bürgermeister von Radevormwald wiedergewählt.
Mans ist verheiratet und hat zwei Söhne.